# Santiago Tréllez
Santiago Tréllez (Medellín, Antioquia, Colombia; 17 de enero de 1990) es un futbolista colombiano; juega como delantero en el Deportivo Pasto de la Categoría Primera A de Colombia. Su padre es el reconocido exfutbolista John Jairo Tréllez.

## Trayectoria

### Independiente Medellín

#### 2007
El 2007 no sería el año en el que se consolidaría con el equipo ya que Eduardo Lara lo seleccionó para jugar el campeonato sudamericano sub-17 realizado en Ecuador donde demostraría un gran nivel a pesar de soló marcar 2 goles siendo titular en los 9 partidos que jugaría la selección juvenil. Antes de ser incluido en la selección juvenil había viajado a la Argentina para jugar en la reserva de River Plate, a pesar de jugar 2 semanas con la reserva del equipo las negociaciones entre los clubes no prosperaron por lo cual luego del sudamericano realizado en Ecuador, sus derechos deportivos fueron adquiridos por el Flamengo de Brasil para jugar en sus categorías inferiores.

### Flamengo

#### 2007: Sus primeros títulos.
Luego del sudamericano sub-17, el Flamengo de Brasil decide adquirirlo con un contrato por 3 años, el primero sería en las divisiones inferiores del equipo y los restantes en el profesional. Pocos meses después de haber llegado al Flamengo el club ganó los torneos estatales de la copa Guanabara y el campeonato Carioca, a pesar de no jugar en ambas competiciones fue inscrito por el Flamengo debido a la participación del equipo en la Copa Libertadores del 2007. Durante su paso por el Flamengo demostró un gran nivel que hizo que a finales del 2007 fuera convocado varias veces por el cuerpo técnico del club aunque no llegó a debutar en el primer equipo del Flamengo.
Para los primeros días de enero el Flamengo inicio contactos con varios clubes que querían fichar a Trellez, lo que ocasionaría que no participara en la pretemporada con el club y que no participara de los partidos amistosos del equipo. Finalmente a mediados del mismo mes se concretó su traspaso definitivo al Vélez Sarsfield de Argentina.

### Vélez Sarsfield

#### 2008
Luego de su paso por Brasil, fichó por el Vélez Sarsfield de la primera división de la Argentina firmando un contrato por 4 años de duración, siendo incorporado a la división reserva del club para que tomara ritmo debido a que durante las negociaciones entre Vélez y Flamengo Trellez no tuvo actividad lo que ocasionó que la segunda mitad de la temporada 2007-08 del fútbol argentino lo jugara inicialmente en las reservas aunque al mes de a ver llegado al equipo como una incorporación a futuro sufre una lesión de ligamentos cruzados que le ocasiona una inactividad de 6 meses.

#### 2008-09: Nuevo título profesional
Para la temporada 2008-09 fue llevado de a poco debido a la lesión sufrida en la rodilla, en dicha temporada jugaría poco siendo relegado al banco de suplente por los juveniles que venían de divisiones menores como la cuarta y quinta, así mismo marcaría pocos goles mientras su rehabilitación culminaba. Para el segundo semestre de la temporada tendría más participación con la reserva y sería incluidos entre los suplentes del primer equipo en algunas ocasiones, aunque sin llegar a jugar debido al nivel mostrado por Santiago Silva. Para el final del torneo clausura Vélez se coronaría campeón y Santiago ganaría su tercer título profesional aunque nuevamente no tendría participación alguna.

#### 2009-10
En esta temporada con el club actuó nuevamente en su división reserva aunque ya iniciaba a mostrar su deseo de abandonar el equipo aunque, el técnico de Vélez, que era en ese entonces Ricardo Gareca, le pidió que se quedara ya que no tenía relevo para Santiago Silva. A pesar de esto no fue tenido en cuenta para jugar partidos con el primer equipo del club de liniers.

#### La rescisión
Para la temporada 2010-11, no pudo abandonar el club en junio por lo cual se mantuvo entrenándose separado del resto del equipo a pesar de que el cuerpo técnico quería tenerle en cuenta. Durante 6 meses se mantuvieron negociaciones con varios clubes de Argentina de primera y segunda división, no obstante rescindió su contrato y terminó viajando a Colombia para negociar su incorporación al fútbol de su país de origen. Al poco tiempo firmó un contrato de 3 años con el Medellín, club en el cual se formó como jugador de fútbol.
Luego de su paso por el fútbol de Argentina quedó campeón del clausura 2009 a pesar de no jugar ni un partido.

### Independiente Medellín

#### 2011
Luego de 4 años en el exterior jugando en las divisiones inferiores del Flamengo de Brasil (1 año) y de Vélez Sarsfield (3 años), a principios del 2011 se confirmó la contratación de Trellez por el Independiente Medellín por 3 años para afrontar inicialmente el torneo apertura 2011 donde rápidamente exhibiría el nivel que lo llevó a jugar en el exterior y siendo un titular recurrente en las alineaciones de los técnicos Edgar Carvajal y Victor Luna en el primer semestre del año y de Guillermo Berrío en el segundo. A pesar de ser el mejor jugador del club, el equipo no tuvo el mejor desempeño en el año quedando en los últimos puestos de la liga colombiana. En el 2011 logró convertir 11 goles (2 en la liga de apertura, 6 en el finalización y 3 en la copa).

#### 2012
Para el 2012 el equipo empezó en una situación delicada puesto que el Medellín inició el año peleando el descenso y la situación institucional del equipo empeoraba con el pasar de los partidos en la fecha 5 del apertura 2012 de Colombia Guillermo Berrío sería destituido y sería contratado Hernán Darío Gómez. Con la llegada del "Bolillo" Gómez, perdería la titularidad con Danny Santoya y con Yorley Mena jugando menos partidos aunque marcando 5 goles en el primer semestre del año (3 en la liga y 2 en la copa). A pesar de que hiciera buenas campañas con el Medellín, Hernan Dario Gómez le había comunicado de que no sería tenido en cuenta para el segundo semestre del 2012 por lo que fue traspasado al San Luis de México.

### San Luis
Para el segundo semestre del 2012 fue contratado por el San Luis de la Liga MX para el torneo apertura del 2012 donde sería titular en el torneo así como en el clausura 2013 y en la copa México, a pesar de mantenerse como titular soló anotó 6 goles en 29 partidos lo que hizo que el equipo lo declarara transferible.

### Monarcas Morelia
Para el Apertura 2013 firmó contrato por 2 años con el Morelia donde ya se encontraba su compatriota Aldo Leao Ramírez. Durante el Apertura de ese año solo jugó 9 partidos (4 de titular) y no marcó goles, además de jugar la mayor parte del tiempo los últimos minutos de cada partido. En la Copa México Apertura del 2013 gozó de mayor cantidad de minutos puesto que jugó 7 partidos (6 como titular) aunque soló logró 2 goles, no obstante dicho certamen sería ganado por el Morelia, esta vez jugando el torneo y no siendo solo parte de la nómina pero no habiendo jugando el certamen (como ocurrió con Vélez y el Flamengo). Para el año 2014, es cedido por un año al Atlético Nacional.

### Atlético Nacional
Debido a que su rendimiento no fue el esperado por la directiva del Monarcas Morelia, el pasado 14 de enero de 2014 fue cedido a préstamo por un año con opción de compra al Atlético Nacional, club en el cual su padre, John Jairo Tréllez es ídolo además de ser su segundo máximo goleador.

### Club Libertad
En enero de 2015, Tréllez se incorporó al Club Libertad de Paraguay, cedido a préstamo por un año por la suma de 600 000 dólares.

### Arsenal de Sarandí
El 16 de julio de 2015 se confirmó que Trellez era nuevo jugador del Arsenal de Sarandí con quien firmó por un año. El primer gol con su nuevo equipo lo marcaría el 22 de agosto por la fecha 21 de la Primera División de Argentina en la derrota 2 a 1 de su club contra Racing.

### La Equidad
El 12 de enero de 2016 se confirmó que Trellez será prestado por un año a La Equidad.

### Deportivo Pasto
Tras muchos rumores sobre su fichaje, el 20 de febrero de 2017 se confirma como nuevo jugador del equipo Deportivo Pasto tras la urgencia y prioridad que tenía el equipo en buscar un goleador. El 20 de mayo marca doblete en la victoria como visitantes 3 a 2 frente al Once Caldas en el Estadio Palogrande donde sale como la figura tras hacer la asistencia para el tercero.

### EC Vitória
El 28 de junio es con firmada su llegada al Esporte Clube Vitória de la Campeonato Brasileño de Serie A cedido por seis meses. Debuta el 19 de julio en la derrota como locales 1-3 frente a Grêmio jugando todo el partido. Marca sus primeros dos goles el 2 de agosto en la victoria 3 a 1 sobre Ponte Petra saliendo como la figura del partido. El 19 de agosto le da la victoria a su club por la mínima en el Arena Corinthians del Corinthians quitándole un invicto de 34 partidos. Marca doblete para sentenciar la victoria 3 a 2 como visitantes sobre Ponte Preta el 26 de noviembre.
El 16 de enero empieza el 2018 con gol en la victoria 2 por 1 como visitantes frente al Globo FC.

### Sao Paulo FC
El 29 de enero es presentado como nuevo jugador del São Paulo F.C. del Campeonato Brasileño de Serie A de Brasil comprado por seis millones de dólares. Debuta el 7 de febrero en la victoria por la mínima sobre Bragantino ingresando al minuto 74 por Diego Souza en el Pernambucano. Su primer gol lo marca el 20 de marzo en la victoria 2 por 0 sobre São Caetano. El 5 de agosto marca el gol de la victoria 2 por 1 sobre Vasco da Gama después de ingresar en el segundo tiempo. El 2 de septiembre marca el gol para el empate final a un gol contra Fluminense FC después de ingresar al segundo tiempo.

### SC Internacional
El 18 de enero de 2019, el S.C. Internacional hizo oficial su llegada hasta final de año como cedido.

### Sao Paulo
Para el 2020 vuelve al  Sao Paulo tras su cesión. El 22 de septiembre marca su primer gol en la derrota 4-2 en su visita a la Liga de Quito por la Copa Libertadores 2020.

## Selección nacional
Fue de las figuras del Sudamericano Sub-17 de 2007 donde convirtió 2 goles y ayudó al combinado colombiano en su clasificación a la Copa Mundial de dicha categoría realizado en Corea del Sur donde también convirtió 2 goles con la selección que llegó hasta los octavos de final de dicho certamen. En total con la selección Sub-17 jugó 13 partidos y marcó 4 goles.
Goles internacionales
| # | Fecha      | Lugar                                                    | Rival             | Gol | Resultado | Competición                 |
| - | ---------- | -------------------------------------------------------- | ----------------- | --- | --------- | --------------------------- |
| 1 | 11-03-2007 | Estadio Jorge Andrade Cantos, Azogues, Ecuador           | Paraguay          | 1-0 | 2-0       | Suramericano Sub-17 de 2007 |
| 2 | 25-03-2007 | Estadio Olímpico Atahualpa, Quito, Ecuador               | Venezuela         | 1-0 | 5-0       | Suramericano Sub-17 de 2007 |
| 3 | 23-08-2007 | Estadio Polideportivo de Cheonan, Cheonan, Corea del Sur | Trinidad y Tobago | 2-0 | 5-0       | Mundial Sub-17 de 2007      |
| 4 | 30-08-2007 | , Gwangyang, Corea del Sur                               | Nigeria           | 1-0 | 1-2       | Mundial Sub-17 de 2007      |

#### Participaciones internacionales
| Mundial                      | Sede          | Resultado        | Partidos | Goles |
| ---------------------------- | ------------- | ---------------- | -------- | ----- |
| Sudamericano Sub-17 de 2007  | Ecuador       | Subcampeón       | 9        | 2     |
| Juegos Panamericanos de 2007 | Brasil        | Primera Fase     | 3        | 0     |
| Copa Mundial Sub-17 de 2007  | Corea del Sur | Octavos de final | 4        | 2     |

## Estadísticas
| Independiente Medellín · Colombia |               |               |     |    |    |    |    |    |     |      |      |
| 1ª | 2011          | 33            | 8   | 5  | 3  | 0  | 0  | 38 | 11  | 0,29 |      |
| 1ª | 2012          | 16            | 3   | 3  | 2  | 0  | 0  | 19 | 5   | 0,26 |      |
| Total club | Total club    | 49            | 11  | 8  | 5  | 0  | 0  | 57 | 16  | 0,28 |      |
| San Luis · México |               |               |     |    |    |    |    |    |     |      |      |
| 1ª | 2012-13       | 27            | 4   | 2  | 2  | 0  | 0  | 29 | 6   | 0,21 |      |
| Total club | Total club    | 27            | 4   | 2  | 2  | 0  | 0  | 29 | 6   | 0,21 |      |
| Monarcas Morelia · México |               |               |     |    |    |    |    |    |     |      |      |
| 1ª | 2013          | 9             | 0   | 7  | 2  | 0  | 0  | 16 | 2   | 0,13 |      |
| Total club | Total club    | 9             | 0   | 7  | 2  | 0  | 0  | 16 | 2   | 0,13 |      |
| Atlético Nacional · Colombia · |               |               |     |    |    |    |    |    |     |      |      |
| 1ª | 2014          | 23            | 2   | 10 | 1  | 8  | 2  | 41 | 5   | 0,12 |      |
| Total club | Total club    | 23            | 2   | 10 | 1  | 8  | 2  | 41 | 5   | 0,12 |      |
| Libertad Paraguay |               |               |     |    |    |    |    |    |     |      |      |
| 1ª | 2015          | 17            | 3   | 0  | 0  | 6  | 1  | 23 | 4   | 0,17 |      |
| Total club | Total club    | 17            | 3   | 0  | 0  | 6  | 1  | 23 | 4   | 0,17 |      |
| Arsenal de Sarandí Argentina |               |               |     |    |    |    |    |    |     |      |      |
| 1ª | 2015          | 7             | 2   | 0  | 0  | 2  | 0  | 9  | 2   | 0,16 |      |
| Total club | Total club    | 7             | 2   | 0  | 0  | 2  | 0  | 9  | 2   | 0,16 |      |
| La Equidad · Colombia · | 1ª            | 2016          | 28  | 3  | 5  | 1  | 0  | 0  | 33  | 4    | 0,12 |
| La Equidad · Colombia · | Total club    | Total club    | 28  | 3  | 5  | 1  | 0  | 0  | 33  | 4    | 0,12 |
| Deportivo Pasto · Colombia · | 1ª            | 2017          | 17  | 9  | 0  | 0  | 0  | 0  | 17  | 9    | 0,52 |
| Deportivo Pasto · Colombia · | Total club    | Total club    | 17  | 9  | 0  | 0  | 0  | 0  | 17  | 9    | 0,52 |
| Vitória · Brasil · | 1ª            | 2017          | 23  | 10 | 0  | 0  | 0  | 0  | 23  | 10   | 0,43 |
| Vitória · Brasil · | 1ª            | 2018          | 3   | 1  | 0  | 0  | 0  | 0  | 3   | 1    | 0,33 |
| Vitória · Brasil · | Total club    | Total club    | 26  | 11 | 0  | 0  | 0  | 0  | 26  | 11   | 0,45 |
| Sao Paulo FC · Brasil · | 1ª            | 2018          | 32  | 5  | 3  | 1  | 3  | 0  | 38  | 6    | 0,16 |
| Sao Paulo FC · Brasil · | Total club    | Total club    | 32  | 5  | 3  | 1  | 3  | 0  | 38  | 6    | 0,16 |
| SC Internacional · Brasil · | 1ª            | 2019          | 13  | 0  | 0  | 0  | 0  | 0  | 13  | 0    | 0,0  |
| SC Internacional · Brasil · | Total club    | Total club    | 13  | 0  | 0  | 0  | 0  | 0  | 13  | 0    | 0,0  |
| Sao Paulo FC · Brasil · | 1ª            | 2020          | 9   | 0  | 1  | 0  | 3  | 1  | 13  | 1    | 0,07 |
| Sao Paulo FC · Brasil · | Total club    | Total club    | 9   | 0  | 1  | 0  | 3  | 0  | 13  | 1    | 0,07 |
| Sport Recife · Brasil · | 1ª            | 2021          | 27  | 1  | 0  | 0  | 0  | 0  | 27  | 1    | 0,04 |
| Sport Recife · Brasil · | Total club    | Total club    | 27  | 1  | 0  | 0  | 0  | 0  | 27  | 1    | 0,04 |
| Total carrera | Total carrera | Total carrera | 284 | 51 | 37 | 12 | 22 | 3  | 343 | 67   | 0,19 |
| (1) Incluye datos de la Copa Colombia (2011-2012) y Copa MX (2012-13). (2) Incluye datos de Copa Libertadores de América (2014) y Copa Sudamericana (2014 y 2018). (3) Media de goles por encuentro. No incluye goles en partidos amistosos. |               |               |     |    |    |    |    |    |     |      |      |

- Fuente: Soccerway

## Palmarés

### Campeonatos nacionales
| Título          | Club              | País     | Año  |
| --------------- | ----------------- | -------- | ---- |
| Copa México     | C. A. Morelia     | México   | 2013 |
| Torneo Apertura | Atlético Nacional | Colombia | 2014 |

(*) No juega el torneo pero es parte del club cuando ganó el título.

Otros logros
- Subcampeón de la Copa Sudamericana 2014 con Atlético Nacional